# Drużynowe Mistrzostwa Polski na Żużlu 1998
Drużynowe Mistrzostwa Polski na Żużlu 1998 – 51. edycja drużynowych mistrzostw Polski, organizowanych przez Polski Związek Motorowy (PZM). W sezonie 1998, do rozgrywek pierwszej ligi przystąpiło dziesięć zespołów, natomiast w drugiej lidze wystąpiło dwanaście drużyn.
Zwycięzca najwyższej klasy rozgrywkowej (I Ligi) zostaje Drużynowym Mistrzem Polski na Żużlu w sezonie 1998. Obrońcą tytułu z poprzedniego sezonu jest Jutrzenka Polonia Bydgoszcz, która zdobyła tytuł także w tym roku.

## Pierwsza Liga

### Runda zasadnicza
| Poz. | Klub                        | Pkt. | Z  | R | P  | +/−  |
| ---- | --------------------------- | ---- | -- | - | -- | ---- |
| 1    | Jutrzenka Polonia Bydgoszcz | 29   | 14 | 1 | 3  | +250 |
| 2    | Polonia Piła                | 26   | 12 | 2 | 4  | +181 |
| 3    | Unia Leszno                 | 26   | 13 | 0 | 5  | +75  |
| 4    | Van Pur Rzeszów             | 19   | 9  | 1 | 8  | +93  |
| 5    | Apator DGG Toruń            | 18   | 9  | 0 | 9  | +27  |
| 6    | Trilux Start Gniezno        | 17   | 8  | 1 | 9  | +11  |
| 7    | Kuntersztyn GKM Grudziądz   | 17   | 8  | 1 | 9  | –29  |
| 8    | Pergo Gorzów                | 16   | 8  | 0 | 10 | –11  |
| 9    | ZKŻ Polmos Zielona Góra     | 10   | 5  | 0 | 13 | –180 |
| 10   | Iskra Ostrów                | 2    | 1  | 0 | 17 | –417 |

### Play-off
| Półfinały | Jutrzenka Polonia Bydgoszcz | 97:83  | Van Pur Rzeszów |
| --------- | --------------------------- | ------ | --------------- |
| Półfinały | Rzeszów                     | 50:40  | Bydgoszcz       |
| Półfinały | Bydgoszcz                   | 57:33  | Rzeszów         |
| Półfinały | Polonia Piła                | 105:74 | Unia Leszno     |
| Półfinały | Leszno                      | 47:43  | Piła            |
| Półfinały | Piła                        | 62:27  | Leszno          |

| Finał        | Jutrzenka Polonia Bydgoszcz | 97:83  | Polonia Piła    |
| ------------ | --------------------------- | ------ | --------------- |
| Finał        | Piła                        | 41:49  | Bydgoszcz       |
| Finał        | Bydgoszcz                   | 48:42  | Piła            |
| o 3. miejsce | Unia Leszno                 | 80:100 | Van Pur Rzeszów |
| o 3. miejsce | Rzeszów                     | 58:32  | Leszno          |
| o 3. miejsce | Leszno                      | 48:42  | Rzeszów         |

### Klasyfikacja końcowa
| Poz. | Zespół                      |
| ---- | --------------------------- |
| 1.   | Jutrzenka Polonia Bydgoszcz |
| 2.   | Polonia Piła                |
| 3.   | Van Pur Rzeszów             |
| 4.   | Unia Leszno                 |
| 5.   | Apator DGG Toruń            |
| 6.   | Trilux Start Gniezno        |
| 7.   | Kuntersztyn GKM Grudziądz   |
| 8.   | Pergo Gorzów                |
| 9.   | ZKŻ Polmos Zielona Góra     |
| 10.  | Iskra Ostrów                |

## Druga Liga
| Poz. | Klub                        | Pkt. | Z  | R | P  | +/−  |
| ---- | --------------------------- | ---- | -- | - | -- | ---- |
| 1    | Atlas Wrocław               | 40   | 20 | 0 | 2  | +607 |
| 2    | Wybrzeże Gdańsk             | 38   | 19 | 0 | 3  | +657 |
| 3    | Włókniarz Malma Częstochowa | 36   | 18 | 0 | 4  | +559 |
| 4    | RKM Rybnik                  | 32   | 16 | 0 | 6  | +227 |
| 5    | Unia Tarnów                 | 26   | 13 | 0 | 9  | +65  |
| 6    | Kolejarz Rawicz             | 24   | 11 | 2 | 9  | +0   |
| 7    | J.A.G. Speedway Club Łódź   | 19   | 9  | 1 | 12 | –147 |
| 8    | LKŻ Lublin                  | 15   | 7  | 1 | 14 | –310 |
| 9    | ŻKS Krosno                  | 14   | 6  | 2 | 14 | –303 |
| 10   | OTŻ Opole                   | 12   | 6  | 0 | 16 | –211 |
| 11   | Wanda Kraków                | 8    | 4  | 0 | 18 | –513 |
| 12   | Śląsk Świętochłowice        | 0    | 0  | 0 | 22 | –631 |